# Stefan Ingves
Stefan Nils Magnus Ingves (23 de mayo de 1953) es un banquero, economista y funcionario   sueco de origen finés. Fue el gobernador del Sveriges Riksbank, el banco central de Suecia, de 2006 a 2022. Es el vicepresidente del Banco de Pagos Internacionales (BIS) desde noviembre de 2021. En junio de 2022, Ingves anunció que dimitiría como gobernador del banco central sueco el 31 de diciembre de 2022. Su sucesor es Erik Thedéen, exdirector general de la Autoridad de Supervisión Financiera.

## Educación
Ingves pertenece a la minoría sueca en Finlandia.
En 1984, obtuvo un doctorado en Economía en la Stockholm School of Economics.

## Carrera
Ingves fue nombrado gobernador del Banco de Suecia en 2006.
En respuesta a la crisis financiera en Islandia de 2008-2009, Ingves argumentó que «en tiempos de incertidumbre y crisis, los bancos centrales tienen la responsabilidad de cooperar». Ingves se enfrentó a la «tarea de salvaguardar la estabilidad macroeconómica y financiera» en 2008; y en 2009, bajo su presidencia tuvo lugar descenso hasta alcanzarse los tipos de interés oficiales más bajos desde que comenzaron los registros en 1907.
En 2011, Ingves fue nombrado presidente del Comité de Basilea de Supervisión Bancaria.

## Obras seleccionadas
Respecto a los escritos por y sobre Stefan Ingves, OCLC/WorldCat lista aproximadamente 40+ obras en más de 50 publicaciones en 3 idiomas y más de 150 apariciones los fondos bibliotecarios.
- Den oreglerade kreditmarknaden: en expertrapport från 1980 års kreditpolitiska utredning (1981)
- Los aspectos del crédito comercial (1984)
- La crisis bancaria nórdica desde una perspectiva internacional (2002)
- Los problemas en el establecimiento de sociedades de gestión de activos (2004)
- Las lecciones aprendidas de anteriores crisis bancarias: Suecia, Japón, España, y México (2009)
- Gestión de bancos centrales (2009)